# Carduelis triasi
El verderón de Trías (Carduelis triasi) es una especie extinta de ave paseriforme perteneciente a la familia Fringillidae. Sus restos fósiles se descubriernon en las Cuevas de los Murciélagos cerca de San Andrés y Sauces al norte de la isla de La Palma, Canarias. El nombre de la especie conmemora al paleontólogo español Miquel Trías que encontró junto a Josep Antoni Alcover el holotipo en julio de 1985.

## Descripción

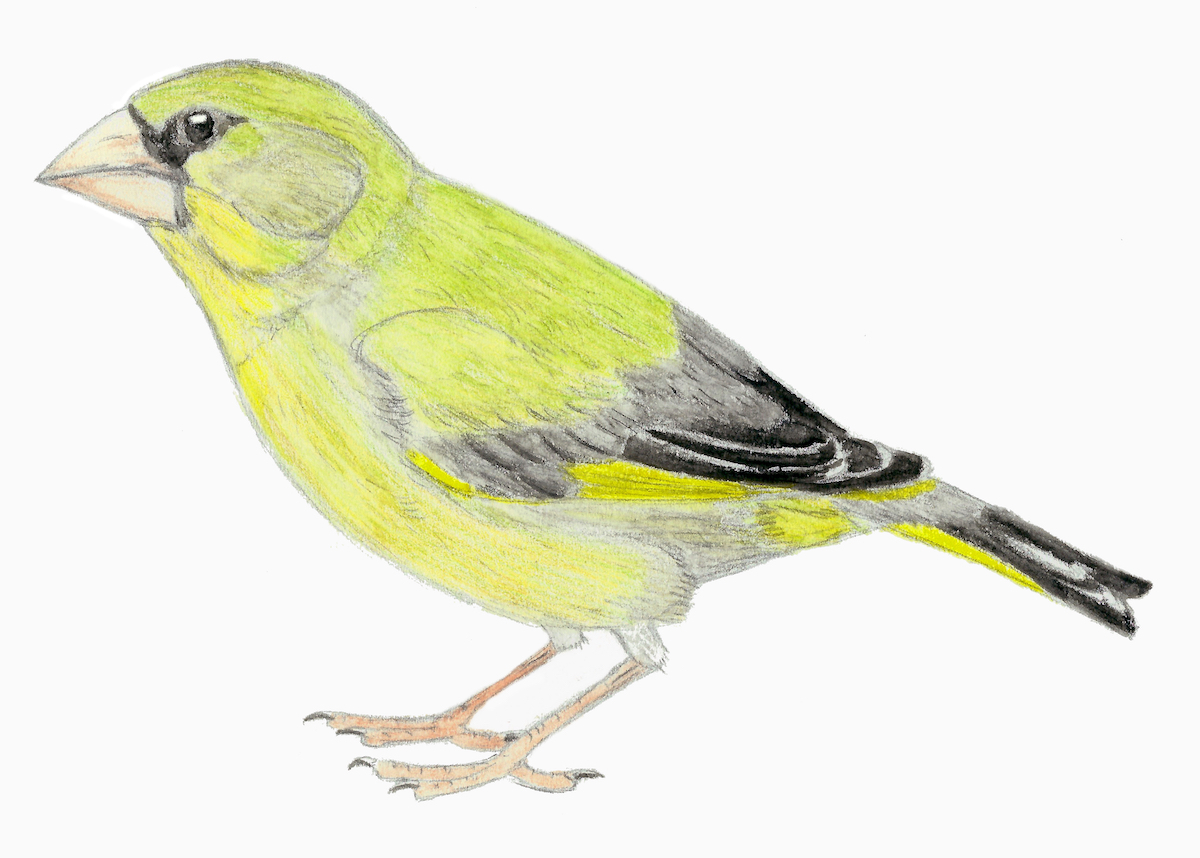
Reconstrucción hipotética, basada en material conocido y verderones comunes

El holotipo consta de un cráneo casi completo, con ambos pterigoides pero le falta la mandíbula, los huesos cuadrados y el proceso palatal del maxilar. Entre los paratipos se incluye un fragmento proximal del húmero derecho, un fragmento distal del húmero derecho con un epicóndilo prominente fragmentado, un cúbito izquierdo al que le falta la fisis, y un cúbito derecho casi completo al que solo le falta el olécranon y un carpometacarpo izquierdo completo. La longitud del cráneo es de 34,89 mm, su anchura es de 17,47 mm y su altura es de 14,31 mm. La longitud del maxilar es de 19,10 mm, con anchura de 9,67 mm, y altura de 6,71 mm. La anchura interorbital es de 6,11 mm. El carpometacarpo mide 11,69 mm.
El verderón de Trías es pariente próximo del verderón común (Carduelis chloris). Sin embargo, su cabeza era más grande y ancha y su pico era un 30 por ciento más largo. Sus patas eran muy largas y robustas, aunque sus alas eran cortas en comparación con las del verderón común. Esto podría ser una adaptación a hábitos más terrestres dentro de la laurisilva.

## Comportamiento
Su largo pico hace suponer que su dieta principal se componía princiaplente de semillas grandes. Sus cortas alas podrían haber reducido su capacidad de volar que no era necesaria debido a la falta de depredadores en La Palma en esa época.

## Extinción
Sus fósiles proceden de capas datadas en el Pleistoceno superior, pero podría haberse extinguido en el Holoceno cuando llegaron los primeros humanos a las islas Canarias acompañados de gatos y ratas.